# De invasive arter
De invasive arter er en dansk dokumentarfilm fra 2023 instrueret af David Krøyer.

## Handling
I de tætte krat, over vindblæste klitter og i de stille fyrreskove udspiller sig en daglig kamp for at fastholde tingenes tilstand i landskabets orden. En håndfuld mennesker har bestemt sig for at gøre, hvad der står i deres magt for at fastholde plante- og dyreriget, som det var. Deres største fjende i denne seje kamp er såkaldte invasive arter.
Filmen er en slow cinema-dokumentar fra det danske landskab. Den følger 6 mennesker, der hver især kæmper en utrættelig kamp for at holde invasive dyr og planter i skak. Uden dialog eller fakta bydes publikum indenfor med et insisterende og til tider humoristisk blik, der akkompagneres af original komponeret musik af Magnus Plejdrup.